# Muzzle
Muzzle (engl. für Mündung, Maul) war eine US-amerikanische Alternative Rockband.

## Bandgeschichte
Gegründet wurde die Band von Ryan Maxwell und Wesley Nelson, die bereits vorher in verschiedenen Metal-Bands zusammen gespielt hatten. Nachdem Bassist und Schlagzeuger mehrmals ausgetauscht wurden, konnten sie ihr Debütalbum Betty Pickup zunächst auf einem Independent-Label veröffentlichen. Von diesem Album erscheint ein Song (What a bore) auf dem Soundtrack zum Film No Night Stand. Daraufhin erhielten sie einen Plattenvertrag bei Reprise Records und veröffentlichten das Nachfolgealbum Actual Size (der Song Been hurt ist in dem Film EDtv zu hören). Die Band löste sich danach auf. Maxwell und Nelson gründeten später eine Band namens Young Sportsmen.

## Diskografie

### Alben
- 1999: Actual Size (Reprise)
- 1996: Betty Pickup (Kinetic)